# Цепельовиці
Цепельовиці (пол. Ciepielowice) — село в Польщі, у гміні Домброва Опольського повіту Опольського воєводства.
Населення — 425 осіб (2011).

## Демографія
Демографічна структура станом на 31 березня 2011 року:
|          | Загалом | Допрацездатний вік | Працездатний вік | Постпрацездатний вік |
| -------- | ------- | ------------------ | ---------------- | -------------------- |
| Чоловіки | 213     | 32                 | 164              | 17                   |
| Жінки    | 212     | 40                 | 127              | 45                   |
| Разом    | 425     | 72                 | 291              | 62                   |